# 皮斯科科查湖
12°10′30″S 75°58′10″W / 12.17500°S 75.96944°W
皮斯科科查湖（Piscococha），是秘魯的湖泊，位於該國中南部利馬大區，處於保卡爾科查湖和丘斯皮庫查湖以南、蒂克利亞科查湖東北面，海拔高度4,484米。